# Sarah Vaughan with Clifford Brown
Sarah Vaughan with Clifford Brown, auch bekannt als Sarah Vaughan, ist ein Jazzalbum aus dem Jahr 1954 von der US-amerikanischen Sängerin Sarah Vaughan und dem US-amerikanischen Jazztrompeter Clifford Brown.

## Album

### Aufnahme und Veröffentlichung
Das Album wurde am 16. und 18. Dezember 1954 im Aufnahmestudio Fine Sound in New York City aufgenommen und vom Plattenlabel EmArcy Records noch im Monat Dezember 1954 veröffentlicht. Sarah Vaughan with Clifford Brown wurde auf LP und CD viele Male wiederveröffentlicht, hatte ursprünglich neun Titel und wurde bei späteren Veröffentlichungen um einen zweiten Take des Titels Lullaby of Birdland ergänzt. Im Jahr 2005 wurde das Album unter dem Namen Sarah Vaughan With Clifford Brown – Complete Recordings vom Label Lone Hill Jazz mit insgesamt 18 Titeln veröffentlicht.

### Hintergrund
Die Aufnahmen waren die einzige Zusammenarbeit der beiden Künstler. Das Album wurde, obwohl ursprünglich unter dem Namen Sarah Vaughan veröffentlicht, später unter dem neuen Namen Sarah Vaughan with Clifford Brown wiederveröffentlicht, um die Mitwirkung des inzwischen populären Trompeters zu betonen. Gut aufgenommen, obwohl nicht ohne kleinere Mängel, war das Album Sarah Vaughans eigener Liebling unter ihren Werken bis 1980. Im Jahr 1999 wurde Sarah Vaughan with Clifford Brown in die Grammy Hall of Fame aufgenommen.
Sarah Vaughan befand sich auf dem Höhepunkt ihres Erfolges und wollte unbedingt mit dem neuen Star-Trompeter Clifford Brown aufnehmen, den sie bewunderte. Beide engagierten noch Herbie Mann (auf Vermittlung von Quincy Jones) und Paul Quinichette. Die Rhythmusgruppe aus Jimmy Jones (p), Joe Benjamin (b) und Roy Haynes (dr) war die damalige Begleitgruppe von Vaughan. Herbie Mann erinnert sich im Rückblick vor allem an die Zusammenarbeit mit dem von ihm bewunderten Clifford Brown, an dessen melodischem Stil er sich danach orientierte. Die Aufnahme-Session selbst war nach Mann ziemlich locker: Sarah Vaughan brütete über ihren musikalischen Ideen und überreichte dann vor der Aufnahme abrupt Noten an Quinichette, Mann und Brown mit den lakonischen Worten Paul, here's your note, Herbie, here's your note, Brownie, here's your note. Vier Tage nach der Aufnahme mit Sarah Vaughan nahm Clifford Brown mit Helen Merrill unter Leitung von Quincy Jones für EmArcy auf.
Am ersten Tag wurden September Song, Lullaby of Birdland, I'm glad there is you, You're not the kind aufgenommen, in der zweiten Session Jim, He's my guy, April in Paris, It's crazy, Embraceable you.

## Titelliste
Sarah Vaughan with Clifford Brown
1. Lullaby of Birdland (George Shearing, George David Weiss) – 4:00
2. April in Paris (Vernon Duke, E. Y. Harburg) – 6:21
3. He’s My Guy (Gene de Paul, Don Raye) – 4:13
4. Jim (Caesar Petrillo, Edward Ross, Nelson Shawn) – 5:54
5. You’re Not the Kind (Will Hudson, Irving Mills) – 4:44
6. Embraceable You (George Gershwin, Ira Gershwin) – 4:51
7. I’m Glad There Is You (Jimmy Dorsey, Paul Mertz) – 5:11
8. September Song (Maxwell Anderson, Kurt Weill) – 5:46
9. It’s Crazy (Dorothy Fields, Richard Rodgers) – 5:06

Sarah Vaughan with Clifford Brown – Complete Recordings (zusätzliche Titel ab 10)
- Lullaby of Birdland (teilweise alternativer Take) (George Shearing, George David Weiss) – 3:58[8]
- Lover Man (Jimmy Davis, Ram Ramirez, James Sherman) – 3:19
- Shulie a Bop (George Treadwell, Sarah Vaughan) – 2:42
- Polka Dots and Moonbeams (Johnny Burke, Jimmy Van Heusen) – 2:36
- Body and Soul (Frank Eyton, Johnny Green, Edward Heyman, Robert Sour) – 3:15
- They Can’t Take That Away from Me (George Gershwin, Ira Gershwin) – 2:44
- You Hit the Spot (Mack Gordon, Harry Revel) – 3:03
- If I Knew Then (What I Know Now) (Eddy Howard, Dick Jurgens) – 2:33[4]

## Mitwirkende
Musiker und ihre Instrumente
- Sarah Vaughan – Gesang
- Clifford Brown – Trompete
- Paul Quinichette – Tenorsaxophon
- Herbie Mann – Flöte
- Jimmy Jones – Piano
- Joe Benjamin – Kontrabass
- Roy Haynes – Schlagzeug
- Ernie Wilkins – Dirigent
- John Malachi – Piano (beim Titel Shulie a Bop)[4]

Produktionsstab des Originalalbums
- Michael Bourne – Liner Notes
- William Claxton – Fotografie
- Bob Shad – Produzent
- Ernie Wilkins – Arrangement[3]

## Rezeption
Das Album Sarah Vaughan with Clifford Brown bekam von der Jazzkritik durchweg gute Noten:
- In seinem Buch Bebop: The Best Musicians and Recordings bemerkt der Jazzkritiker Scott Yanow über das Album, es sei „alles gelungen“, was es zu einer „wichtigen Erwerbung“ mache.[9]
- Das Ink Blot Magazine charakterisiert das Album als eines von Sarah Vaughams jazzigsten und besten Alben.
- John Bush vergibt für All Music 5 von 5 Sternen, meint, dass „Vaughan hier wohl in der besten stimmlichen Verfassung ihrer Karriere ist“ und lobt Clifford Brown für „seine unglaubliche Bop-Virtuosität“. Das Album sei „eines der wichtigsten ‚jazz-meets-vocal‘ Sessions …, die je aufgenommen wurden.“[2]
- The Blackwell Guide to Recorded Jazz lobt ebenfalls Browns brillantes Trompetenspiel und taucht im Detail in Vaughans Gesangsstil ab. Der Herausgeber und Autor des Buchkapitels Barry Kernfeld meint, dass „es vielleicht diese reine Hingabe an die Erforschung des Klanges ist, die das Album zu einem solchen Liebling der Jazz-Hörer gemacht hat.“[10]
- In dem Buch Jazz: A Critic's Guide to the 100 Most Important Recordings bezeichnet der Jazzkritiker der New York Times, Ben Ratliff, das Album als eines der besten von Sarah Vaughan.[11]
- The Penguin Guide to Jazz wählte das Album zum Teil ihrer „Core Collection“, erklärte „es ist sehr schwierig, irgendwelche Fehler in dem zu finden, was als eine der großen Jazz-Gesangsaufnahmen bezeichnet werden muss“ und verlieh ihm den „crown“-Status.[12]
- Das Jazzwise Magazine hat das Album 2006 in seine Liste „The 100 Jazz Albums That Shook the World“ aufgenommen.[13]